# جبهة القوى الاجتماعية
جبهة القوى الاجتماعية (بالفرنسية: Front des Forces Sociales)‏ هو حزب سياسي في بوركينا فاسو.
خاض مرشح الحزب نوربرت تيندريبوجو الانتخابات الرئاسية في 13 نوفمبر 2005، حيث احتل المركز السابع من بين 13 مرشحًا بنسبة 1.61٪ من الأصوات.
في الانتخابات البرلمانية لعام 2007، شارك كجزء من اتحاد الأحزاب السانكاريستية. تم انتخاب تيندرإبيوجو في الجمعية الوطنية كمرشح ثانٍ للاتحاد.